# Almásszentmihály
Almásszentmihály település Romániában, Szilágy megyében.

## Fekvése
Szilágy megyében, Zilahtól délkeletre, az Almás vize mellett, Hidalmás és Vaskapu között fekvő település.

## Nevének eredete
A falu nevét Szent Mihály tiszteletére szentelt temploma után kapta. 

## Története
Almásszentmihály neve az oklevelekben 1334-ben tűnt fel először Zenmichal néven.
1452-ben Nagzenthmyhal, 1459-ben Zenthmyhal, 1466-ban Zenthmihal, 1546-ban Naghzent Mihal, 1587-ben Zentt Mihally, 1750-ben Puszta Szent Mihály, néven írták nevét. 1400-as években birtokosok voltak itt a Szentmihályi, Gyulakúti, Nagy, Lovas, Tompa, Farkas, Jakab, Sámsoni, Polyák családok. 1522-ben NaghzenthMyhal Somi Gáspár birtoka volt. 1552-ben Naghzenthmyhalon Bonyhai Dezsőffy László volt a birtokos. 1554-ben a település birtokosa Somy Anna volt.
1658-ban a fennmaradt írások szerint még állt Szent Mihályról elnevezett temploma, a 17. században azonban a templom és a falu lakossága is elpusztult, ekkor kapta a puszta előnevet. 1730-tól görögkeleti vallású lakosok telepedtek le a faluba. Az 1900-as évek adatai szerint a régi lakosság emlékét a határ-, dűlő- és utcanevek őrzik, mint például: Magyar utca, Kis utca, Kisgána, Kosárvölgy. A trianoni békeszerződés előtt Almásszentmihály Kolozs vármegye Hidalmási járásához tartozott. 
1910-ben 1441 lakosából 59 magyar, 1338 román volt. Ebből 1351 görögkatolikus, 30 református, 30 görögkeleti ortodox, 19 izraelita volt.

## Nevezetességek

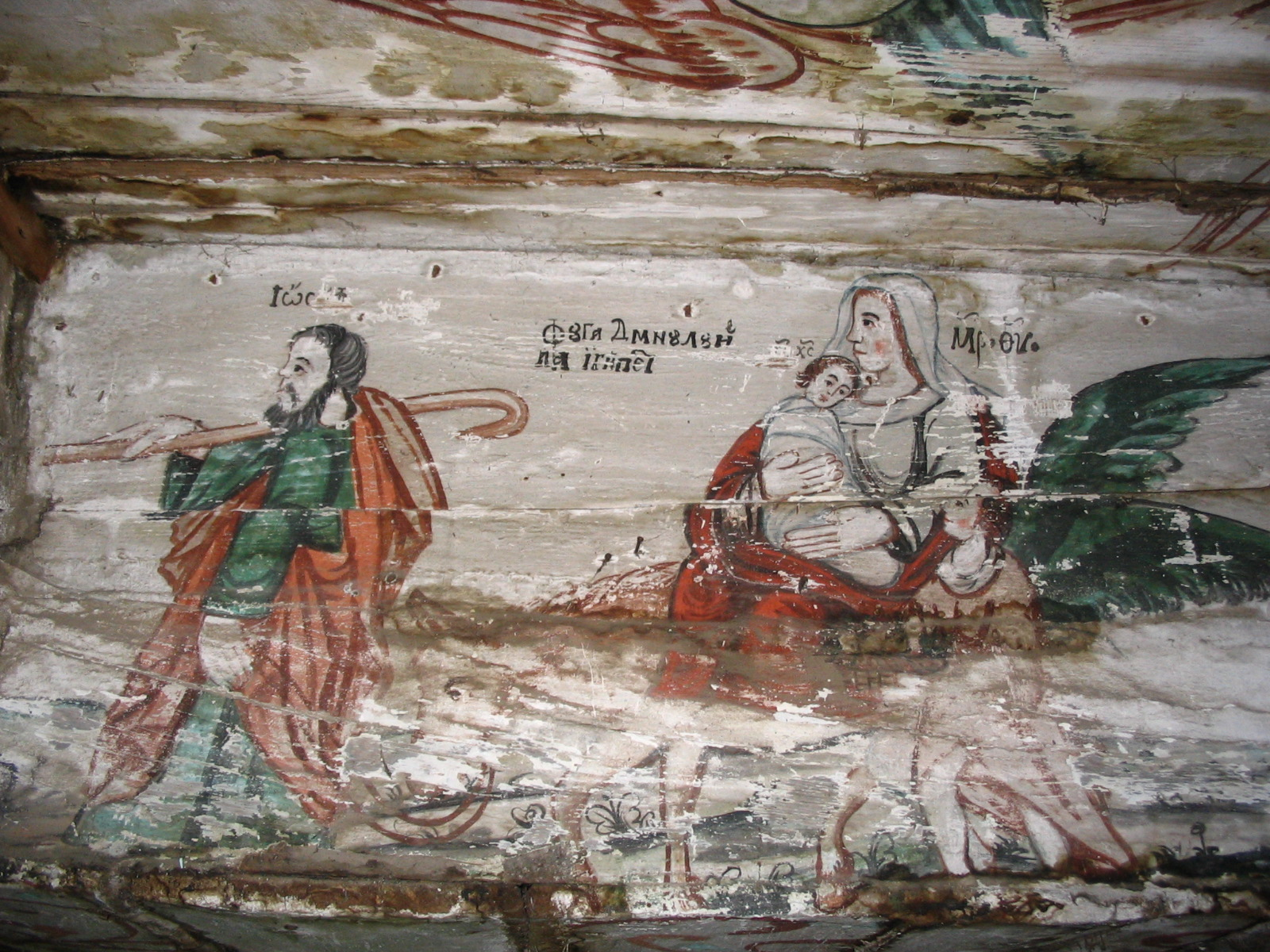
Freskórészlet a templomból

- Görögkeleti fatemploma.